# Georges Castex
Georges François Castex (né à Collioure le 8 mars 1860 et mort à Toulouse le 15 mai 1943) est un peintre français.

## Biographie
Une exposition rétrospective consacrée à l'oeuvre de Georges Castex a été présentée au musée du Pays de Cocagne de Lavaur du 10 juillet au 22 septembre 2024,.

## Galerie

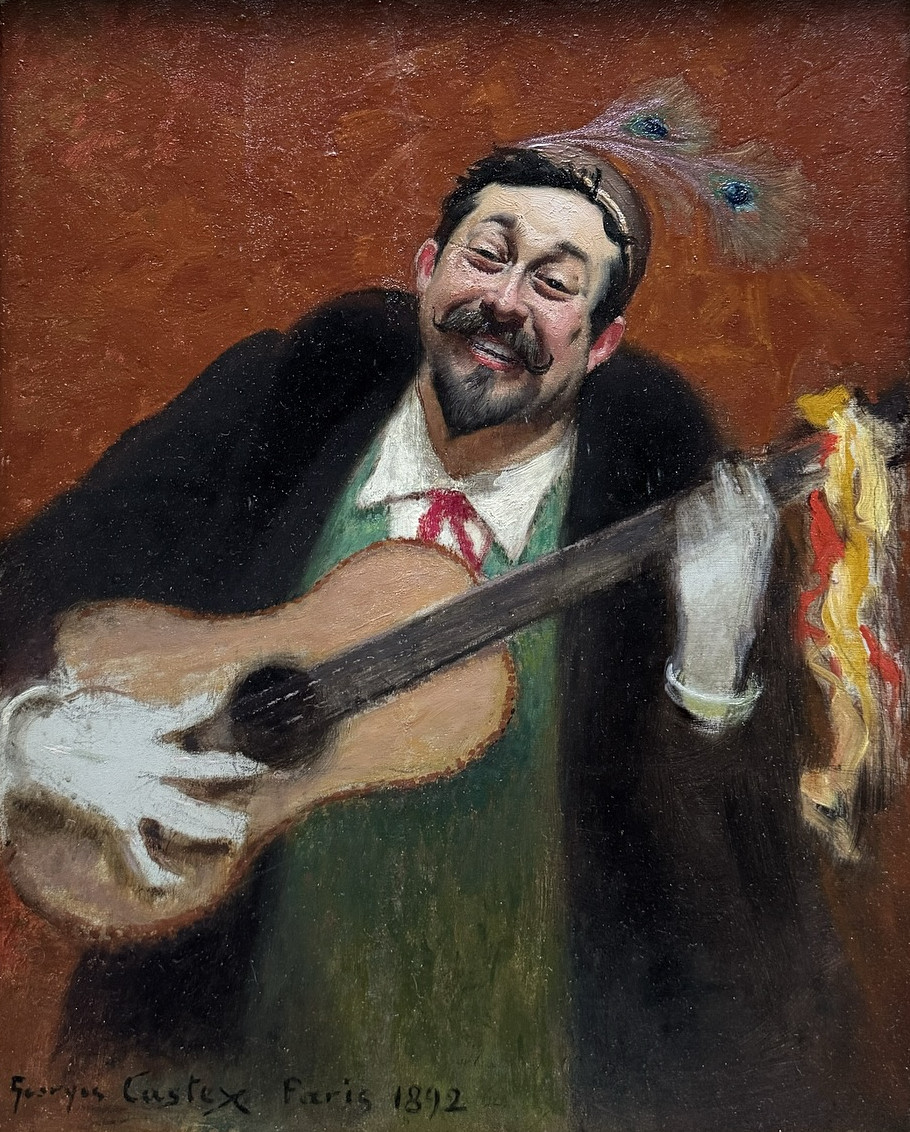
Autoportrait à la guitare, 1892
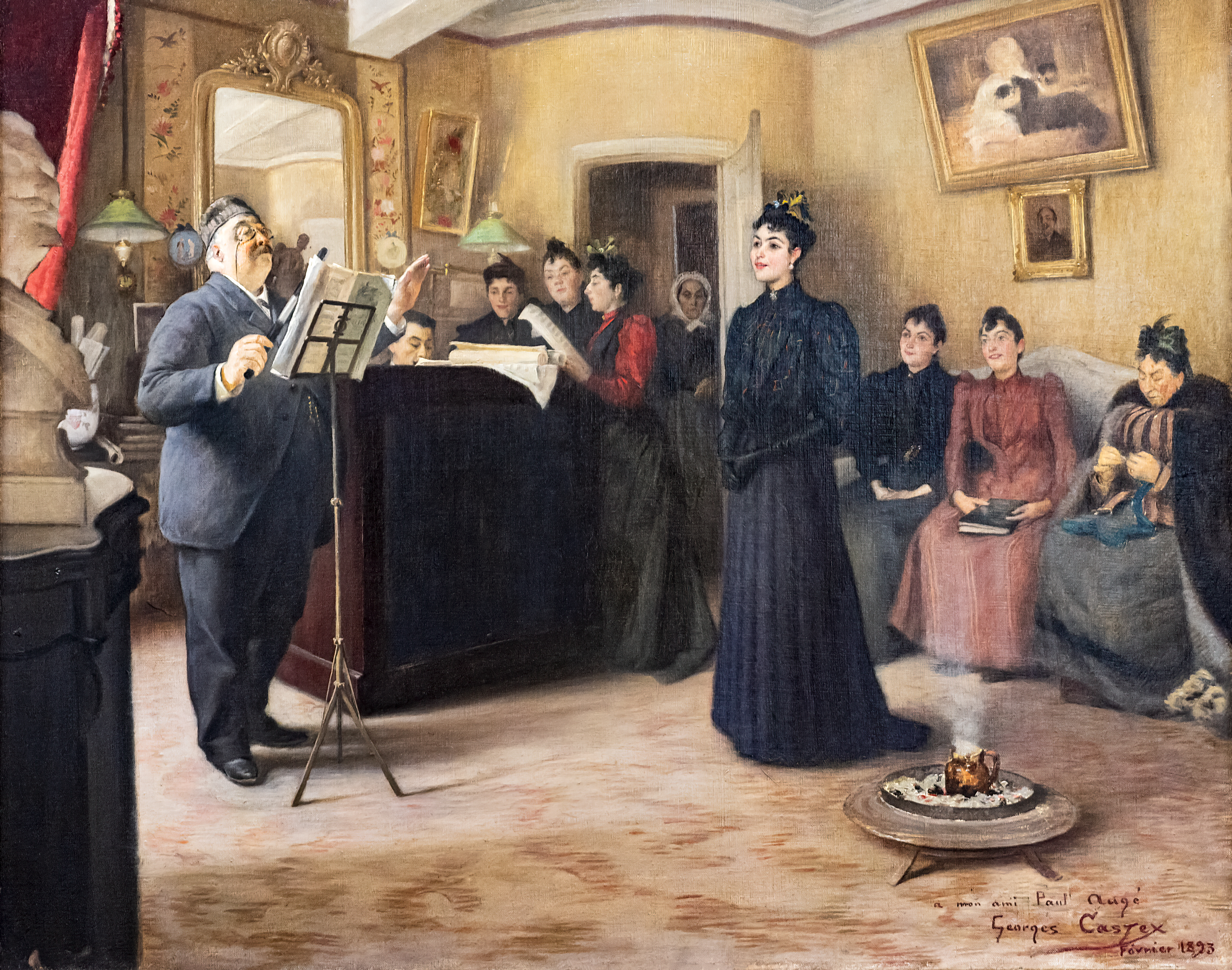
La leçon de chant (1893)
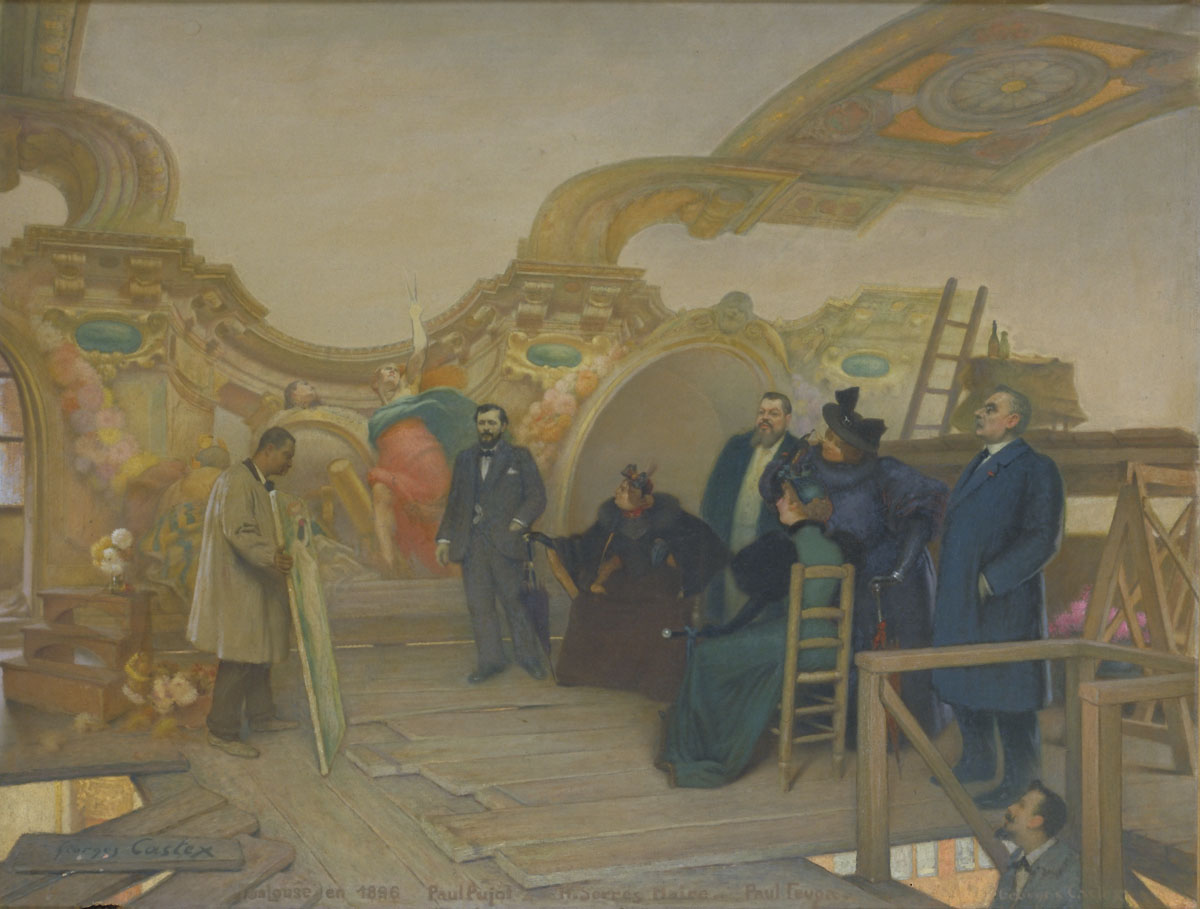
L'atelier de Paul Pujol à la salle des Illustres
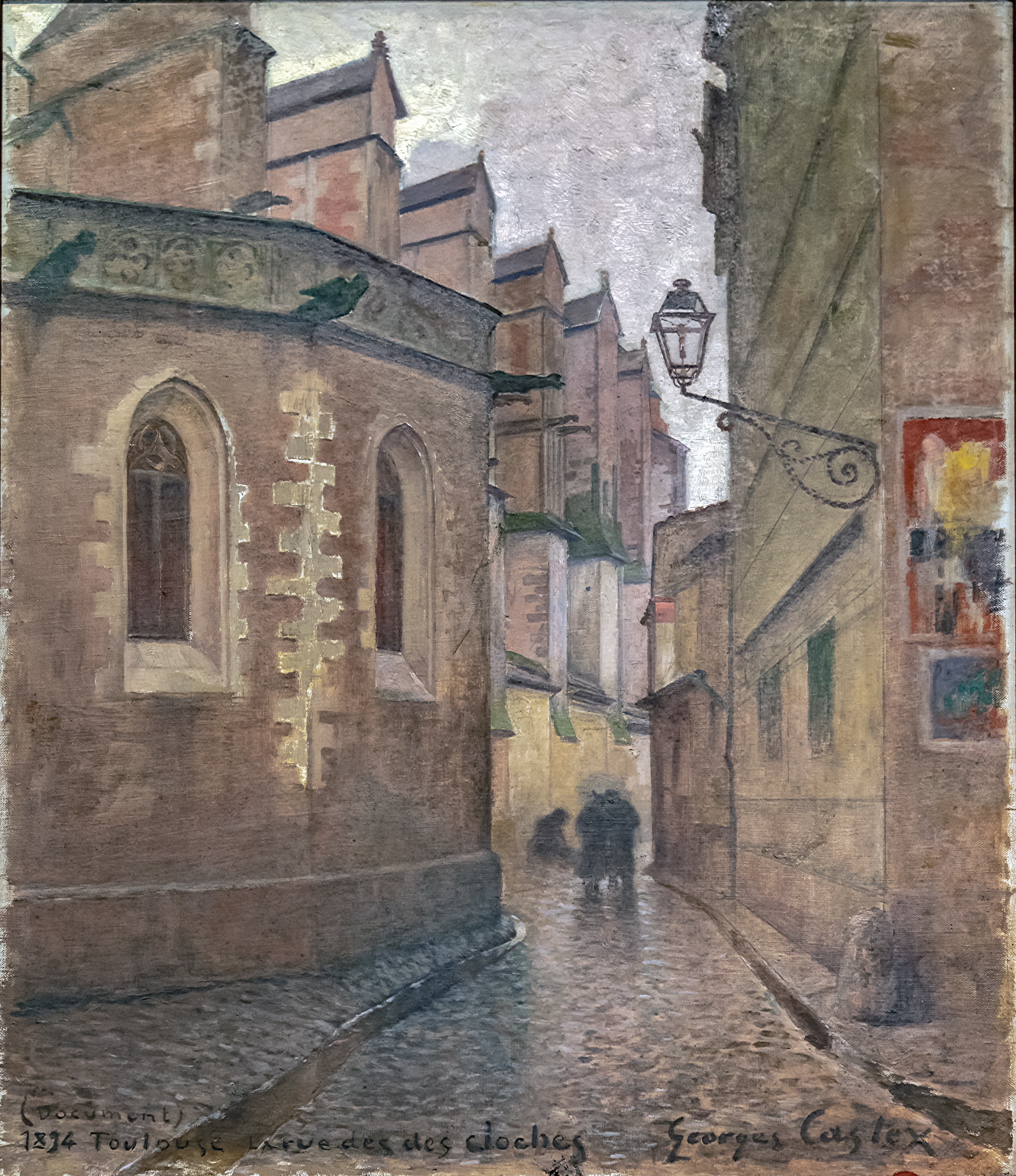
La rue des cloches Musée du Vieux Toulouse
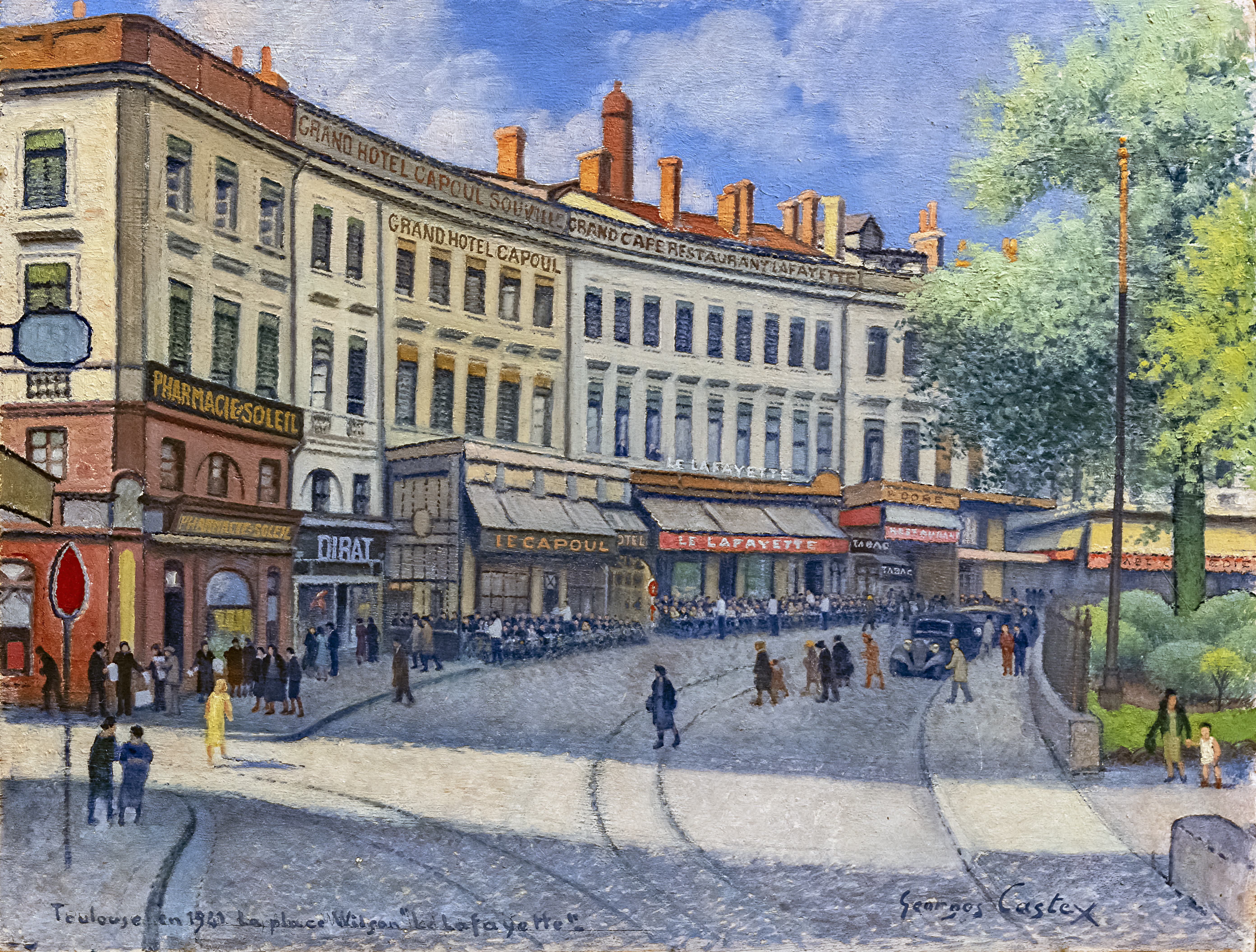
La place Wilson 'le Lafayette' 1941 Musée du Vieux Toulouse
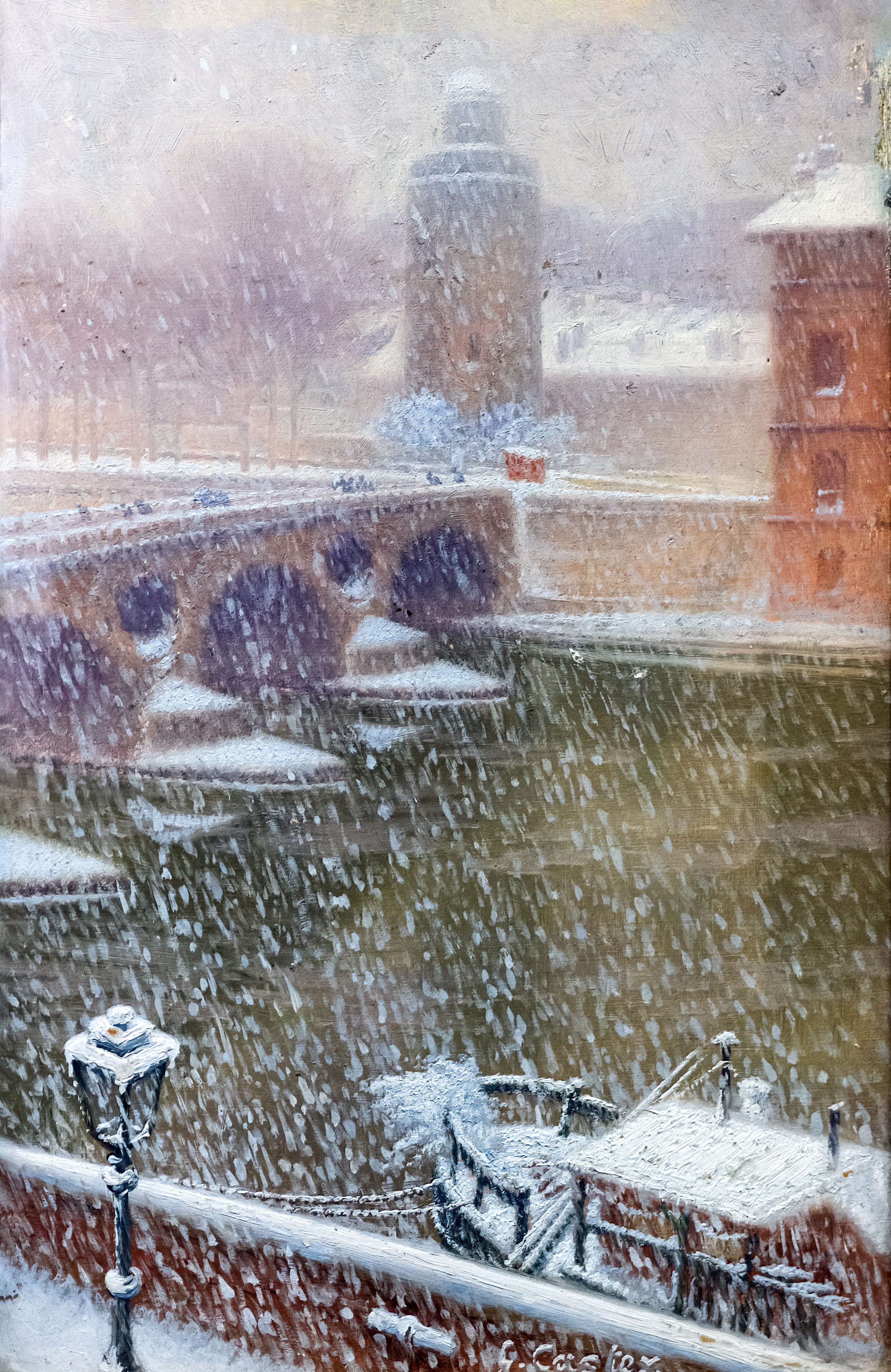
Toulouse, le Pont Neuf et l'ancien château d'eau (1914)
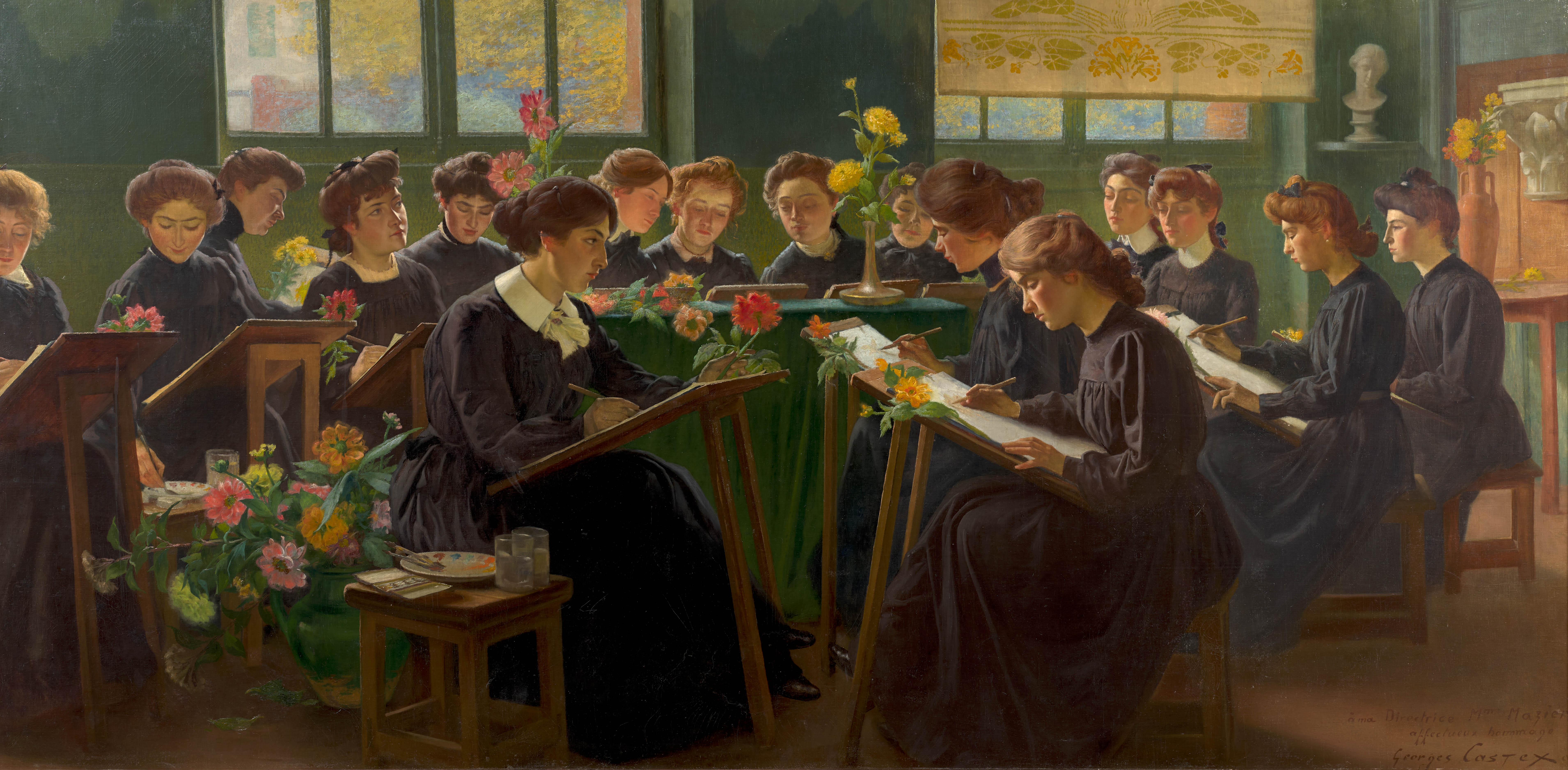
La Leçon de dessin, 1903
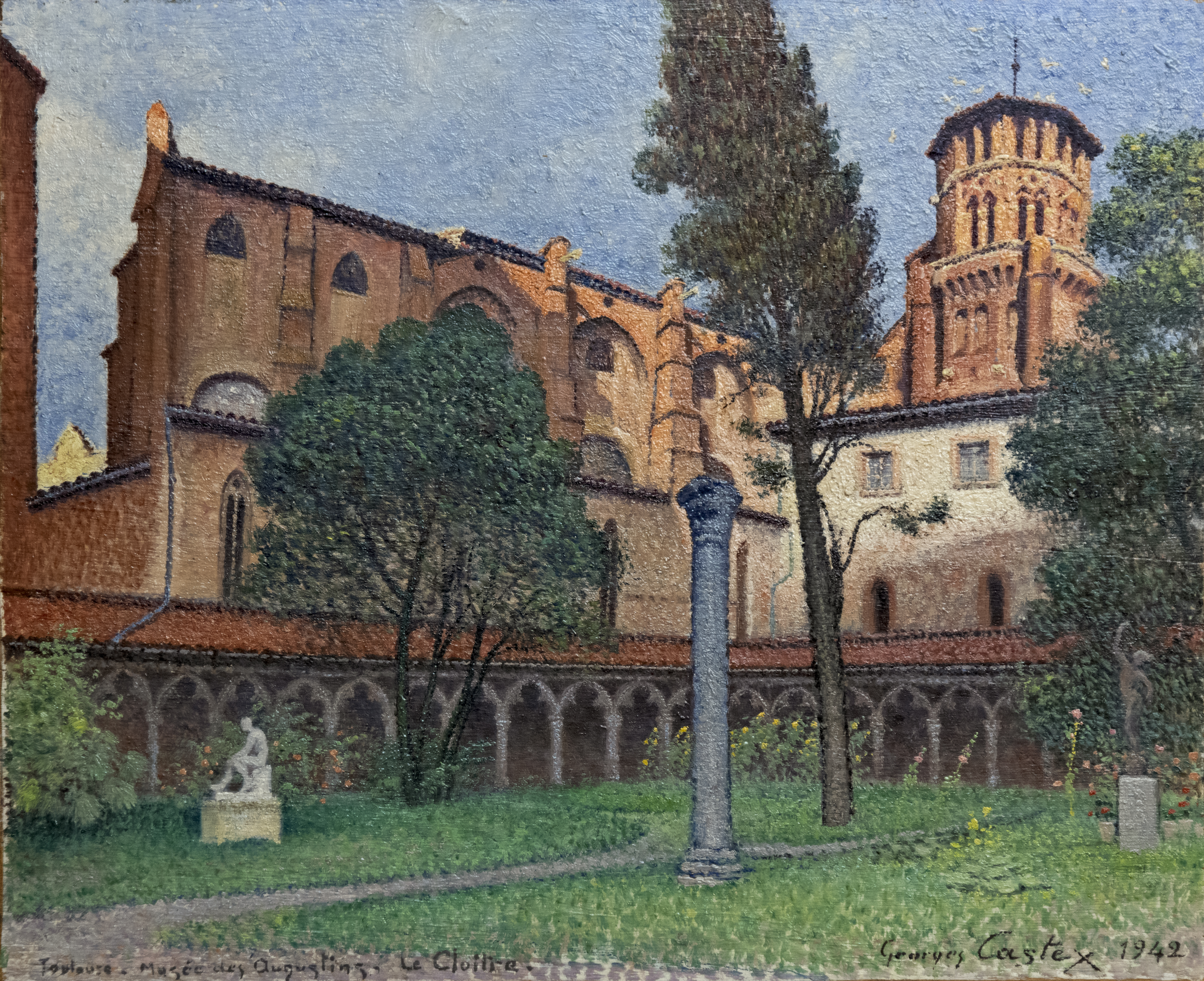
Le cloître et l'église des Augustins
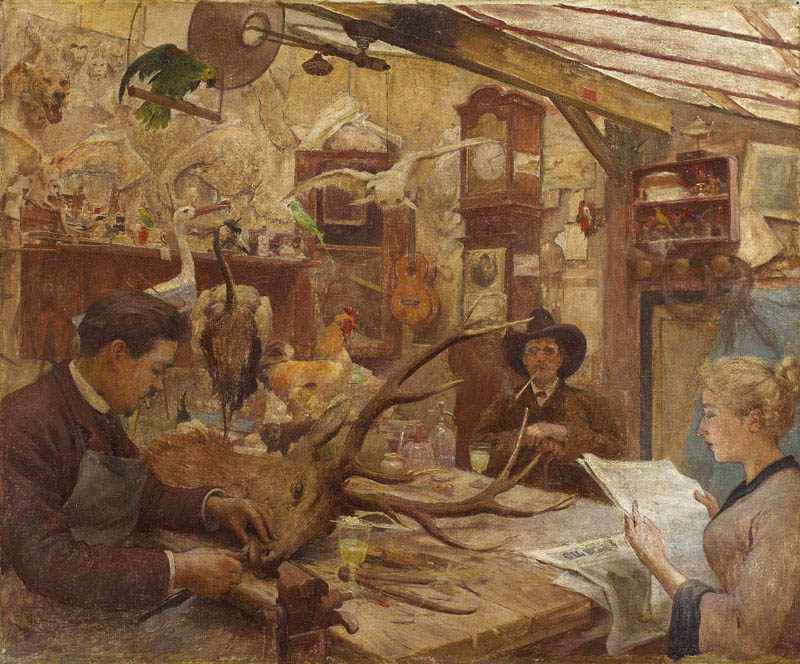
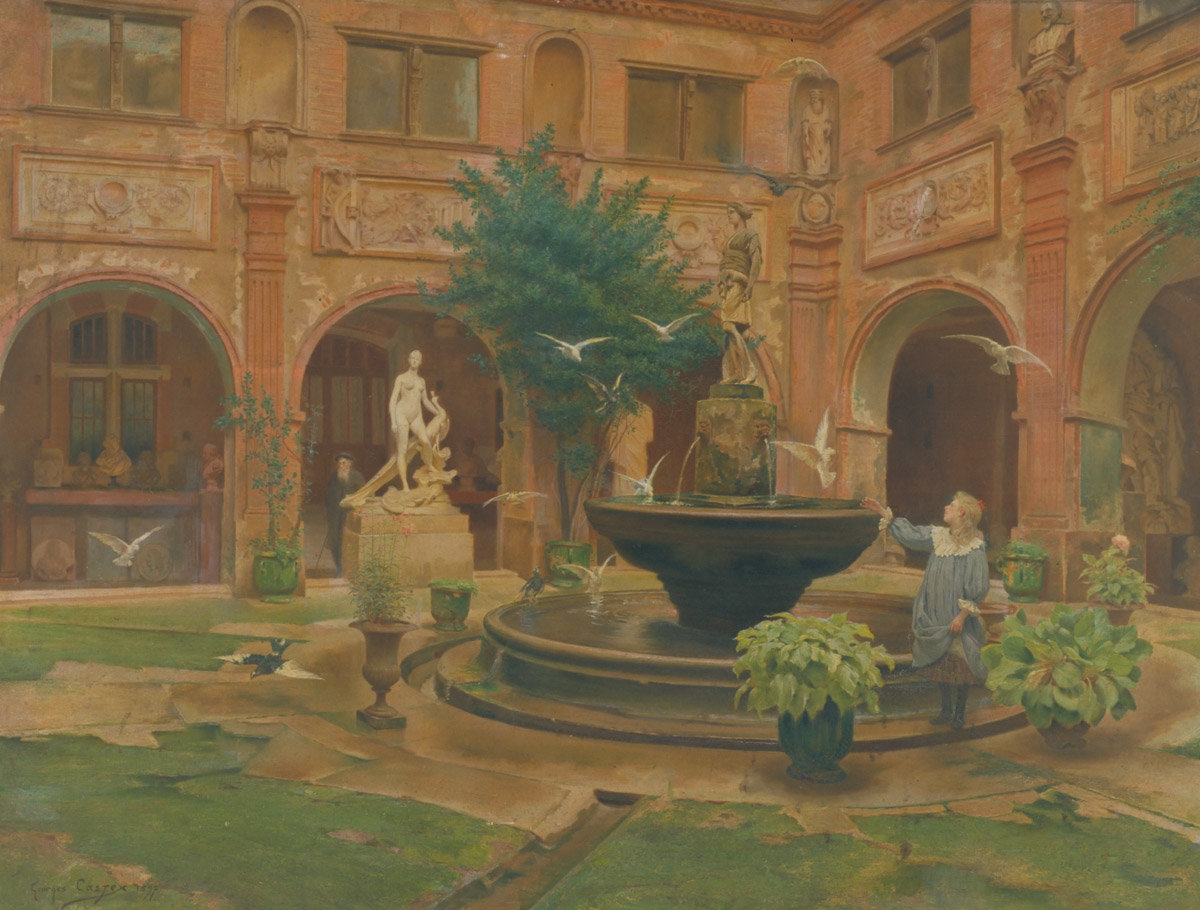
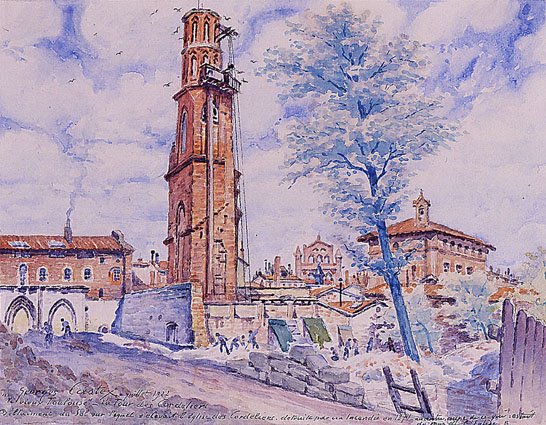
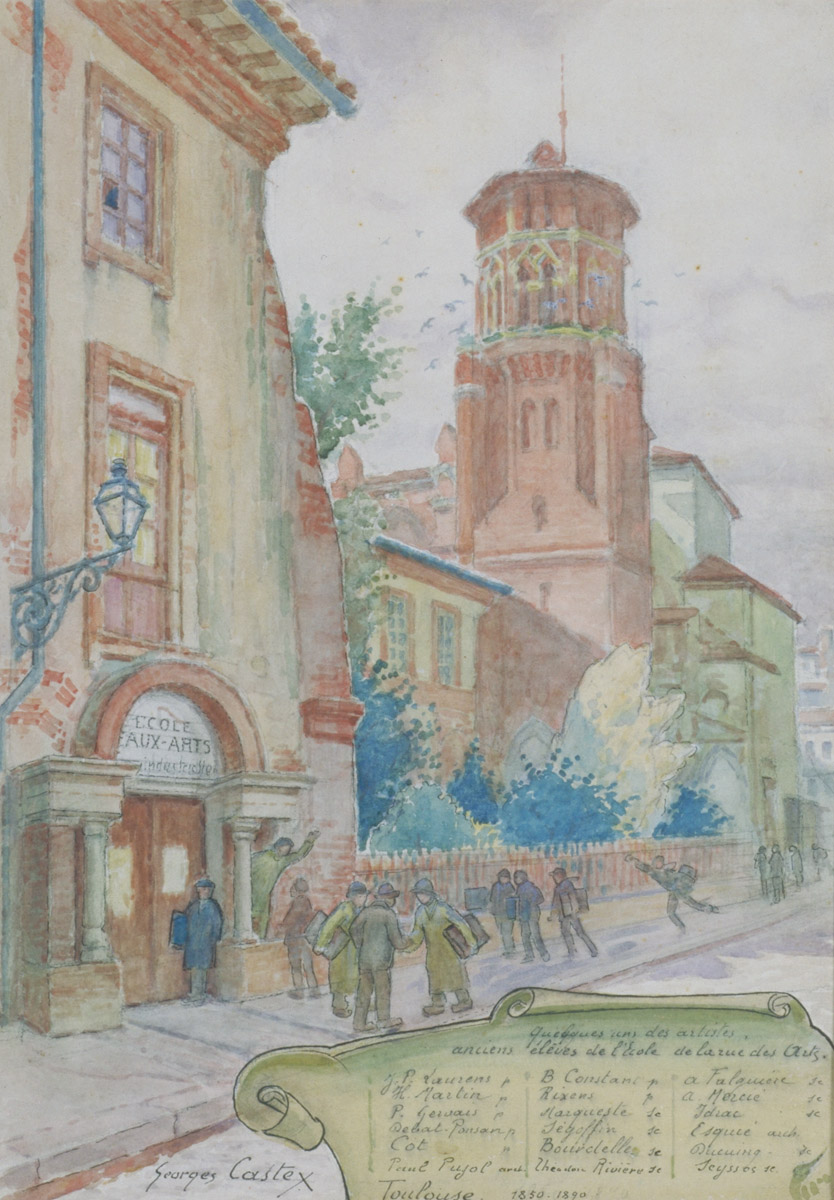